# Philus costatus
Philus costatus là một loài bọ cánh cứng trong họ Cerambycidae.